# Parookaville
Parookaville est un festival d'EDM organisé annuellement pendant 3 jours pendant la mi-juillet à l'aéroport de Weeze, en Allemagne. Avec un total de 225 000 visiteurs en 2023,, il fait partie des plus grands festivals d'Allemagne et d'Europe. Parookaville est connu pour son concept de spectacle, dans lequel le festival est mis en scène comme une ville à part entière.

## Histoire
L'initiateur du festival est Bernd Dicks (né le 21 juillet 1982), originaire de Weeze. En tant que journaliste chez 1 Live, il a couvert de grands festivals dans le monde entier, et ainsi découvert un certain enthousiasme pour la musique électronique et une « soif des jeunes pour un concept de festival-spectacle comme Tomorrowland. ». 
Dicks, qui a lui-même vécu la catastrophe de la Love Parade en tant que journaliste de festival, explique ses motivations dans la création d'un autre grand événement :

« Après la Love Parade, un véritable vide s'était créé dans le paysage des festivals de musique électronique. La soif de nouveauté était grande. »

— Bernd Dicks, Aachener Zeitung.
Afin de dynamiser dans un premier temps la culture événementielle de sa ville natale, il organise à partir de 2011 une beach party annuelle avec ses deux amis Norbert Bergers et Georg van Wickeren. Avec 5 000 visiteurs la dernière fois en 2014, la place de la mairie de Weeze devient trop petite comme lieu de manifestation, si bien que le terrain de l'aéroport est envisagé. C'est là qu'a déjà lieu depuis de nombreuses années le festival de hardstyle Q-Base. La même année, l'idée de Parookaville émerge. Les deux années suivantes, les trois fondateurs travaillent sur le concept du festival. Bergers et van Wickeren, promoteurs immobiliers de profession, apportent leur expertise dans les domaines techniques tels que la statique, la protection contre les incendies et l'évacuation des fumées lors de la planification. Dicks a de l'expérience dans le contact avec les artistes grâce à son travail à la radio. Ulrich Rauschenberger, booker au Bootshaus et responsable de la signature des artistes, participe également au concept dès le début. Le festival Tomorrowland ainsi que Mystery Land et Electric Daisy Carnival sont considérés comme des modèles. Afin de ne pas copier le concept de Tomorrowland, qui se base sur un monde naturel mystique, le concept d'une ville unique est développé. Seul le même constructeur de scène est engagé pour la scène principale de la première édition en 2015.

## Concept

### Site de manifestation

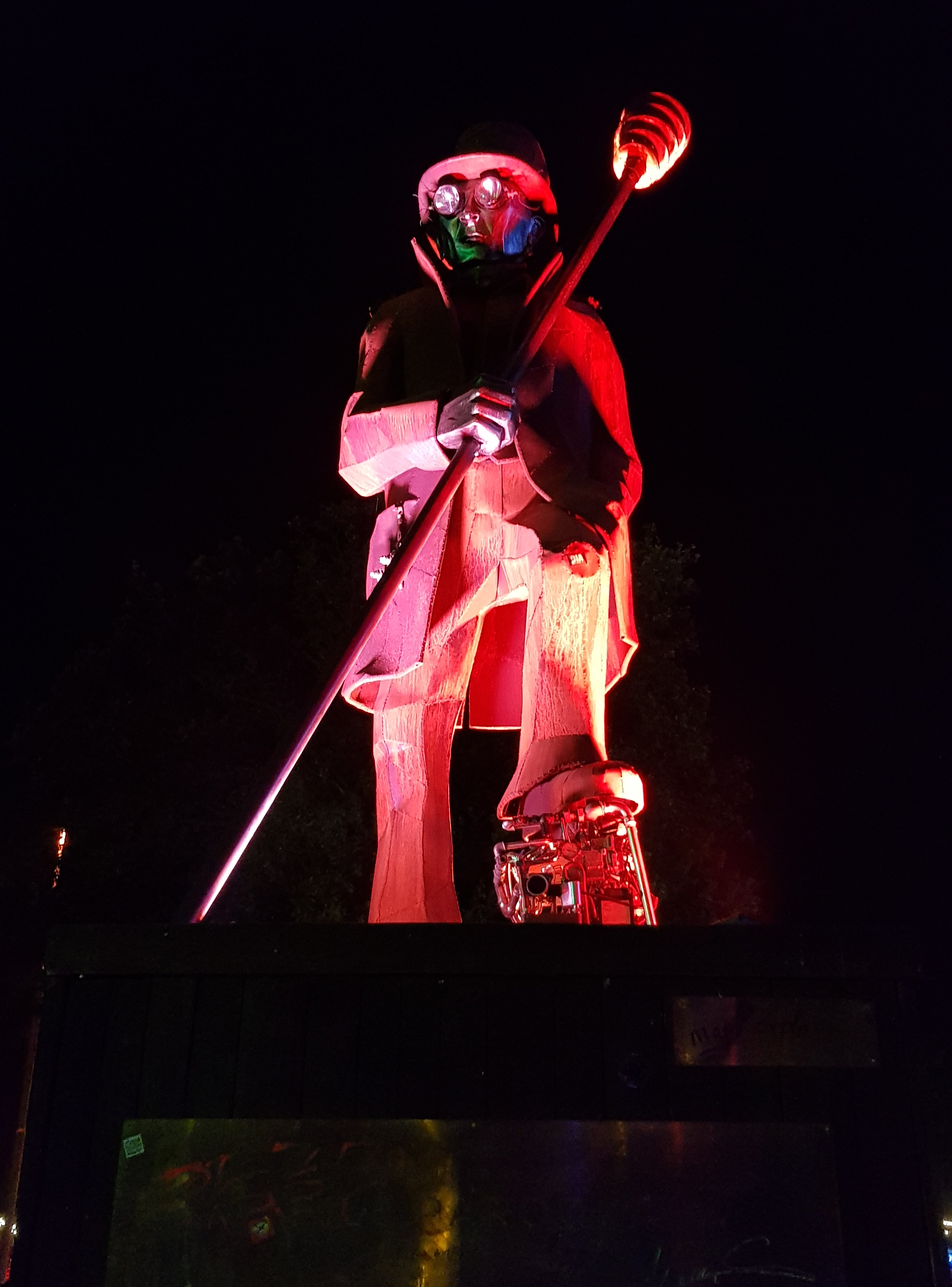
Monument Bill Parooka.

Parookaville est basé sur l'idée d'une ville qui prend vie une fois par an et dont le nom est donné au père fondateur fictif Bill Parooka. En fait, le nom Parookaville provient du film indépendant, Palookaville, ainsi que de l'album homonyme de Fatboy Slim. Au lieu de billets, des visas sont vendus aux invités, qui sont alors appelés citoyens. Le site du festival est divisé en quartiers et on y trouve de nombreux éléments d'une ville :
- Mairie (Rathaus) : dans le townhall, chaque visiteur reçoit un passeport sur lequel est apposé un tampon chaque année[16]. D'autres tampons peuvent être collectés pour la participation à des attractions sur le site, comme le saut à l'élastique[12]. Il sert également de point d'information et de bureau des objets trouvés.
- Église (Kirche) : chaque année, avant le début du festival, un couple se marie civilement dans l'église Warsteiner Parooka Church[15]. Des invités célèbres du line-up comme Tujamo, Phil Fuldner, Alle Farben et MC Fitti servent de témoins[17]. En 2019, un couple de même sexe s'est marié pour la première fois[18]. Les festivaliers peuvent également se marier de manière non officielle[19], ainsi en 2019, 2 000 mariages ont été célébrés en plus du mariage civil. En outre, 10 demandes en mariage ont été faites[20]. La chapelle en bois de style Las Vegas a été construite par une menuiserie de Weeze[14].
- Bureau de poste (Postamt) : Au bureau de poste, il est possible d'envoyer des cartes postales qui sont munies d'un cachet spécial officiel de la Deutsche Post[21],[22]
- Banque (Bank) : le système de paiement du festival est basé sur des jetons (token). Ceux-ci sont échangés aux guichets de la Bank of Parookaville[23].
- Prison (Gefängnis) : La prison est un salon de tatouage dans les cellules duquel travaillent plusieurs tatoueurs[24].
- Piscine (Schwimmbad) : le carré des Bermudes est une piscine de 700 m2 qui donne sur la deuxième scène. Elle est gérée par la Société allemande de sauvetage (DLRG) de Weeze[25].

### Concept musical
La programmation musicale de Parookaville comprend des représentants de tous les courants de l'electronic dance music (EDM). Les artistes qui se produisent sont un mélange de DJ internationaux de renom et de musiciens locaux, qui jouent sur 12 scènes au maximum. En règle générale, ce sont les stagehosts (français : hôtes) qui sont responsables de l'affiche quotidienne. Il s'agit de labels discographiques ou de DJ qui représentent une scène le jour en question (host). Le programme de la scène s'oriente sur le thème de l'hôte ou est déterminé par lui. Ainsi, il est garanti que seuls des artistes d'un certain genre musical, comme le big room, la trap, la deep house, le hardstyle, la trance ou la techno, se produisent chaque jour sur les scènes respectives. Par exemple, des DJ comme Felix Jaehn ou Robin Schulz se produisent sur la scène hébergée par 1 Live, car leurs productions font régulièrement partie du programme de la station de radio. Dans l'ensemble, la programmation musicale vise un public d'une moyenne d'âge de 25 ans. Sur les scènes plus petites, des artistes parfois humoristiques se produisent, comme Oliver Pocher et Menderes qui ont fait des prestations de DJ.

### Pre-parties
Le festival commence déjà le jeudi avec une pre-party sur le terrain de camping, une petite partie du site du festival est ouverte à cet effet. Par ailleurs, Parookaville organise tout au long de l'année une série de fêtes appelée Club Circus dans différents clubs d'Allemagne. Des têtes d'affiche du festival comme Tiësto et Timmy Trumpet se produisent notamment lors des éditions au Bootshaus de Cologne. Avec le Megafestival, le festival organise une autre série d'événements pendant la saison estivale 2019 à Majorque. Différents DJ comme Brennan Heart ou W&W ont joué chaque jour dans le Mega-Park.

## Organisation
Le festival est organisé toute l'année par la société Parookaville GmbH, qui compte 30 salariés permanents. Il a son siège dans un immeuble à Weeze. Pendant l'événement, jusqu'à 6 000 personnes travaillent sur le site.

### Sécurité
En raison de la proximité de l'aéroport, des mesures de sécurité plus strictes s'appliquent aux manifestations. À l'origine, il était possible de se baser sur le concept de sécurité de Q-Base. Afin de réagir de manière appropriée aux intempéries, deux météorologues travaillent sur place. Ils reçoivent d'autres données météorologiques de l'aéroport. Les visiteurs sont informés des consignes de sécurité sur des écrans vidéo et peuvent recevoir des messages d'urgence sur leur téléphone portable via une application. Deux postes de secours en cas d'accident, plusieurs stations de premiers secours ainsi que jusqu'à cinq médecins urgentistes sont stationnés sur le site du festival ; en outre, environ 15 ambulances et véhicules de secours sont utilisés par la Johanniter Unfall Hilfe.

### Infrastructure
L'arrivée des visiteurs est réglée selon un concept de circulation propre, basé sur des routes à sens unique et mis en œuvre par plusieurs prestataires de services de transport. Dans ce cadre, les passagers de l'aéroport sont déviés sur un itinéraire spécifique. Des trains spéciaux et des trains de nuit de la NordWestBahn partent de Düsseldorf et de la Ruhr pour rejoindre la gare de Weeze. Un service de navettes relie le festival à la gare et aux hôtels. En outre, des parkings à vélos sont aménagés et 50 agriculteurs sont à disposition pour des services de remorquage. L'aéroport voisin est également disponible pour se rendre au festival, notamment pour les artistes qui se produisent. En 2019, douze DJ ont choisi cette option et y ont atterri avec leur jet privé.
Le site n'est pas raccordé au réseau électrique ni aux égouts. L'alimentation électrique est assurée par des câbles électriques posés spécialement ainsi que par des groupes électrogènes. Les eaux usées, jusqu'à 100 m3/h en heure de pointe, sont pompées et transportées vers des stations d'épuration locales. La consommation d'eau de 75 litres par jour ainsi que la consommation totale de 500 000 kWh correspondent à des valeurs moyennes par personne dans un ménage.
Pour une meilleure connexion au réseau de téléphonie mobile, Telekom et Vodafone installent des tours de téléphonie mobile.

### Camping
Le terrain de camping est divisé en deux zones : Le Base Ground, plus proche, et le Mellow Fields, plus calme et doté d'aires de jeux. Il y a également des zones pour le camping confort, le camping de luxe et le camping caravaning. Pour lutter contre le problème des déchets, une consigne est prélevée. Une partie des tentes abandonnées est recyclée ou vendue pour une bonne cause.
Le plus grand magasin Penny du monde se trouve sur le site. Il s'agit de deux magasins de 2 400 m2 et 1 800 m2, qui approvisionnent 30 000 clients par jour, 24 heures sur 24. Le magasin Penny vend par exemple 40 000 pizzas, 68 tonnes de glaçons, environ 13 000 bananes et génère autant de chiffre d'affaires qu'un magasin normal en six mois. Penny fait également office d'hôte de scène pour la scène située dans la zone de camping.

### Implications locales
L'une des principales préoccupations des organisateurs est d'impliquer la population locale. Ainsi, des associations locales participent à la mise en place et la préférence est donnée aux entreprises locales. 50 % des établissements de restauration sont des entreprises de la région. Les habitants de Weeze reçoivent des billets à prix réduits et peuvent participer à une visite du site la veille. Les riverains directs reçoivent des billets gratuits. Au total, des commandes d'une valeur de 7,2 millions d'euros sont passées à des entreprises locales. En outre, tous les hôtels de la région sont occupés pendant la période du festival.
Les délégués à l'égalité des communes riveraines tiennent un stand.

### Réseau
Depuis 2019, Parookaville fait partie, par le biais d'un accord d'investissement et de partenariat, du réseau Superstruct, dont font partie, entre autres, Sziget et elrow. 

## Discographie

### Compilations
- Parookaville 2016  (Universal)
- Parookaville 2017 (mixé par FRDY & Lost Identity) (Universal)
- Parookaville 2018 (mixé par FRDY & Lost Identity, Alison Wonderland) (Universal)
- Parookaville 2019 (One Unique City) (mixé par Alle Farben, FRDY & Lost Identity, Da Hool) (Universal)

### Hymnes
- 2015 : Danny Avila & Kaaze – Close Your Eyes (Playbox)
- 2016 : Twoloud & FRDY – Fix Me (Playbox)
- 2017 : Moguai & Younotus feat. Nico Santos – Lessons to Learn (Virgin)
- 2023 : Timmy Trumpet & Alle Farben feat. You – Good Morning (Warner Music)